# Дроздов, Сергей Игоревич
Сергей Игоревич Дроздов (род. 9 мая 1960, Москва) — советский и российский хоккеист, вратарь. Мастер спорта СССР. Мастер спорта России.

## Биография
Воспитанник «Спартака» Москва. В сезоне 1978/79 стал чемпионом СССР среди молодёжи в составе «Динамо» Москва. Армейскую службу проходил с сезона 1979/80 в клубе второй лиги «Динамо» Харьков. С сезона 1981/82 — в «Крыльях Советов». Играл за фарм-клуб «Буран» Воронеж (1986/87), затем выступал за «Торпедо» Горький (1989/90), ЦСКА и «Кристалл» Электросталь (1990/91), «Лада» Тольятти (1991/92). В сезонах 1992/93 — 1995/96, 1997/98 играл в чемпионате Словении, в частности, за команды «Есенице» и «Блед». В России выступал за «Химик» Воскресенск (1995/96, 1999/2000), «Крылья Советов» (1996/97, 1997/98, 1998/99), «Спартак-2» Москва (1997/98), «Нефтехимик» Нижнекамск (1998/99), МГУ (1999/2000).
Тренер вратарей в «Крыльях Советов» (2000—2002).